# Abelia (Schiff)
Die HMS Abelia (K184) war eine Korvette der Flower-Klasse der Royal Navy im Zweiten Weltkrieg. 1944 wurde sie schwer beschädigt.
1947 wurde sie nach Norwegen verkauft und zu einem Walfänger umgebaut. Unter den Namen Kraft  und Arne Skontorp (ab 1954) wurde sie bis 1966 genutzt.

## Dienst in der Royal Navy
Die HMS Abelia lief am 28. November 1940 bei der Werft Harland & Wolff in Belfast vom Stapel. Sie gehörte zu den Aufträgen, die die Bauwerft im April 1940 von der französischen Marine erhalten hatte und die die Royal Navy nach der Kapitulation Frankreichs übernommen hatte. Sie war die 21. Korvette des Typs, die von der Bauwerft fertiggestellt wurde, als sie am 3. Februar 1941 in Dienst gestellt wurde. Sie hatte noch eine Minensuchausrüstung, obwohl dieser Einsatz von den Korvetten nicht mehr erwartet wurde. Sie erhielt dann als eine der ersten Korvetten ein Radargerät vom Typ 271. Das im März 1941 auf der HMS Orchis erstmals eingebaute Radar ermöglichte nicht nur die Entdeckung aufgetauchter U-Boote, sondern auch eines Sehrohrs auf über 1000 m.
Der erste Einsatz des Bootes erfolgte in der Sicherung des aus Gibraltar kommenden Geleitzuges HG 54 zusammen mit dem Flottillenführer Broke und den alten Zerstörern Saladin, Vanity und Wolsey.
Die Korvette gehörte in der Folgezeit zur Sicherung von über 60 Geleitzügen und war Mitglied der EscortGroup B.4.
Anfang Februar 1943 unterstand die Abelia der EscortGroup B.2 zur Sicherung des aus 61 Schiffen bestehenden Geleitzuges SC 118, der von den deutschen U-Boot-Gruppen „Pfeil“ und „Haudegen“  im mittleren Atlantik mit insgesamt 20 Booten angegriffen wurde.

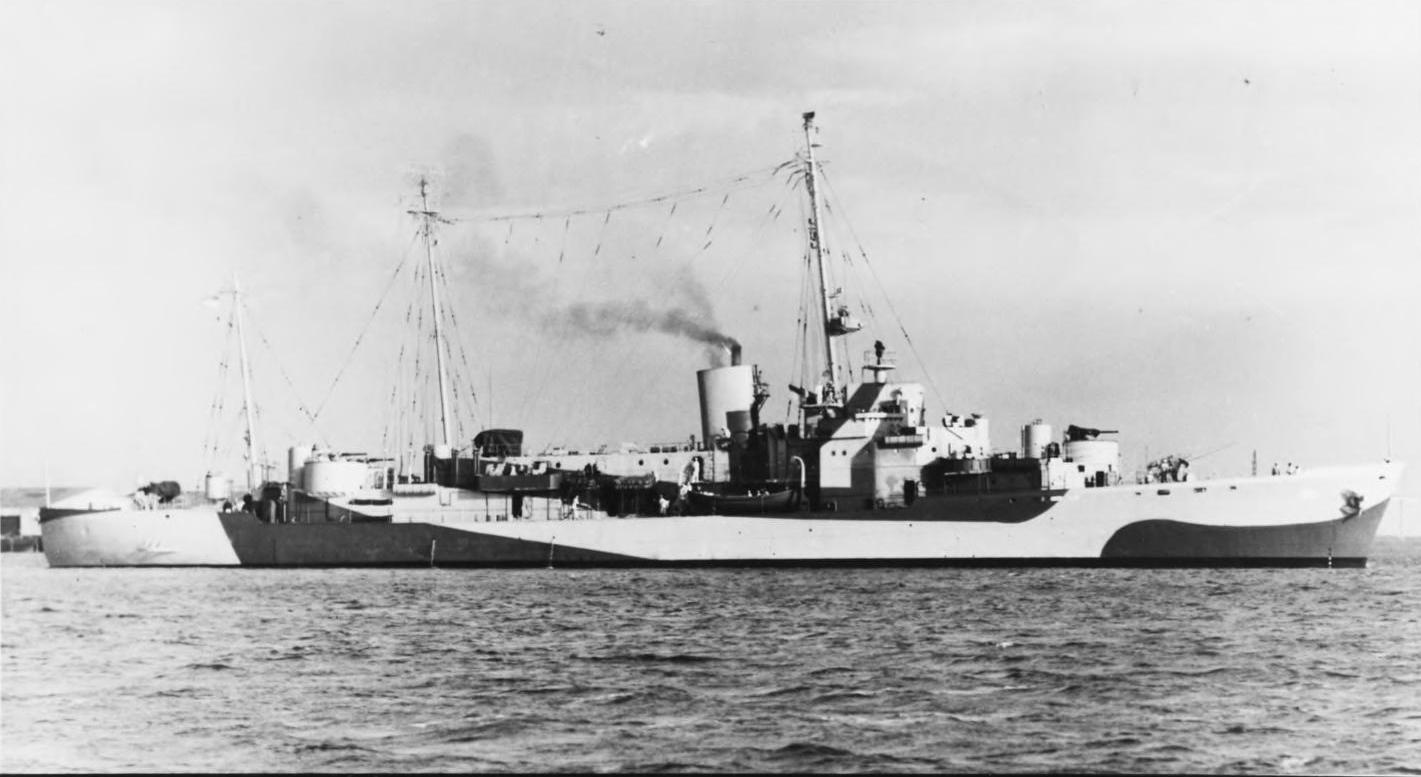
USCGC Ingham (WHEC-35)

Die EscortGroup bestand neben der Abelia aus den britischen Zerstörern Vanessa, Vimy und Beverley ex USS Branch sowie den Korvetten HMS Campanula, HMS Mignonette und FFL Lobelia sowie dem USCG-Cutter Bibb. Aus Island kamen noch die US-Zerstörer Babbitt und Schenck mit dem USCG-Cutter Ingham und Flugzeuge zur Verstärkung heran.
Der Konvoi verlor zehn Schiffe mit insgesamt 55.680 BRT, darunter das Rettungsschiff Toward, den norwegischen Tanker Daghild (9.272 BRT) als größtes Schiff und den Transporter Henry R. Mallory, mit dem 272 Mann ertranken, obwohl die beiden CoastGuard-Cutter noch 222 Mann retten konnten.
Die Verteidiger konnten aber auch drei Unterseeboote (U 187 – von dem 45 Mann gerettet wurden –, U 609 und durch Flugzeuge U 614) versenken und weitere schwer beschädigen.
Ende März 1943 verstärkte die Abelia mit der Vimy aus einem Rückgeleit heraus die Sicherung des angegriffenen Geleitzug HX 228.
Am 9. Januar 1944 wurde die Abelia bei der Sicherung des aus Liverpool nach Süden laufenden Geleitzuges OS 64 schwer beschädigt. Sie hatte ein U-Boot entdeckt und lief auf dieses zu, um es mit Wasserbomben anzugreifen. Der Kommandant glaubte so nah am U-Boot zu sein, dass ein Torpedoangriff nicht mehr möglich sei. Tatsächlich wurde die Abelia von einem Torpedo getroffen und verlor ihr Ruder. Das U-Boot hatte vermutlich einen akustischen Torpedo vom Typ Zaunkönig eingesetzt und entkam. Die beschädigte Abelia wurde vom Bergungsschlepper HMT Stormking (W87) eingebracht. Der Schleppzug wurde durch den Trawler HMT Vizalma gesichert. Erst Ende des Jahres 1944 war die Korvette wieder einsatzbereit und wurde kurz nach Kriegsende in Europa außer Dienst gestellt.

## Zivile Nutzung als Walfänger

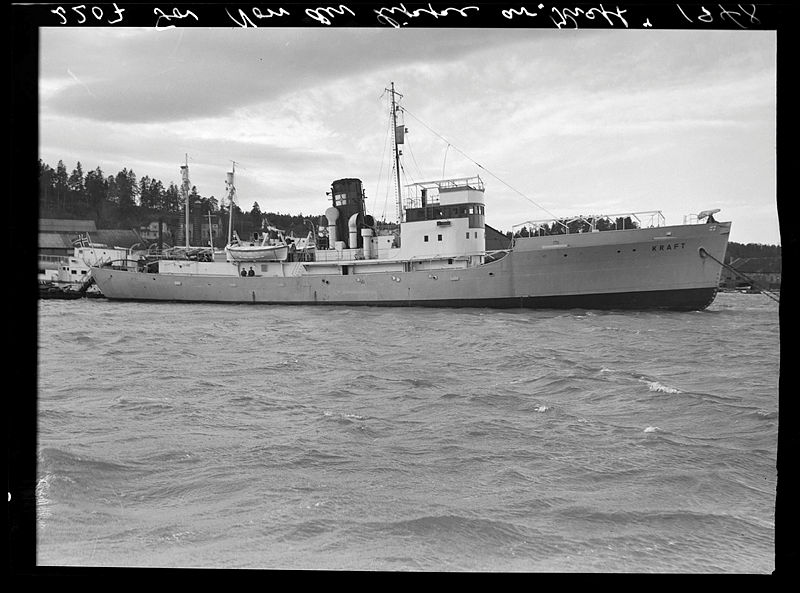
Kraft

1948 wurde die Korvette von der norwegischen Walfanggesellschaft „Antarctic“ in Tønsberg aufgekauft und auf den Kieler Howaldtswerken für eine zivile Nutzung hergerichtet. Unter dem Namen Kraft wurde sie 1949 in Dienst genommen und mit dem Fabrikschiff Antarctic, der umbenannten C.A. Larsen, in die Antarktis entsandt.

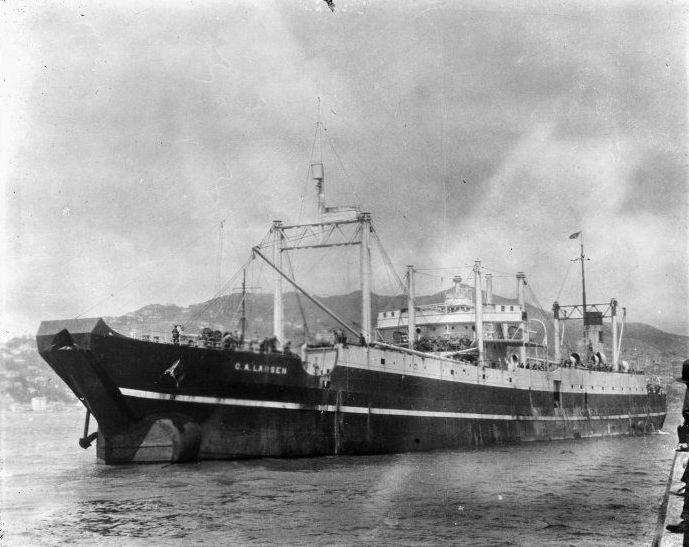
Die C.A. Larsen

Die Kraft diente als sogenanntes buoy boat, die erlegte Wale zum Fabrikschiff schleppten. Nach ihrer zweiten Fangsaison ging sie im Sommer 1951 erneut in die Howaldtswerft, um in einen modernen Walfänger von 716 BRT umgebaut zu werden. So war sie dann auch an der letzten Fangsaison ihres Mutterschiffes 1951/1952 beteiligt. Der Reeder Anton Barth von der Lippe (1886–1960), seit 1928 mit der Jahre-Gruppe zusammenwirkend, gab den Walfang mit dem alten Fabrikschiff auf und ließ es bei Howaldt in einen Tanker umbauen.
1954 wurde die aufgelegte Kraft von der Walfanggesellschaft Kosmos der Jahre-Gruppe in Sandefjord erworben. Diese Gesellschaft verfügte mit Arnfinn Bergan (ex HMS Aubretia), Milliam Khil (ex HMCS Fennel), Leif Welding (ex HMS Columbine) und Asbjørn Larsen (ex HMS Wallflower) bereits über vier nahezu identische Walfänger, die auch bei Howaldt aus Flower-Korvetten umgebaut worden waren.
Die unter der Führung von Anders Jahre stehende Gesellschaft hatte ihre beiden großen Fabrikschiffe Kosmos und Kosmos II im Weltkrieg verloren. Von den zwei 1947/1948 in Schweden bzw. Großbritannien fertiggestellten Neubauten Kosmos III und Kosmos V, wurde nur die erste als Fabrikschiff eingesetzt. Daneben wurde das früher deutsche Fabrikschiff Walter Rau als Kosmos IV genutzt. Die ehemalige Abelia wurde 1954 als Arne Skontorp, benannt nach einem berühmten Harpunenschützen der Jahre-Flotte, in diese eingereiht.
1954 ging die Arne Skontorp erstmals mit der Kosmos III und 12 weiteren Fangbooten auf Walfang in die Antarktis. Auch die beiden folgenden Jahre gehörte sie zur Fangflotte dieses Fabrikschiffes, die aus 16 und dann (begrenzten) 12 Fangbooten bestand. In der Saison 1957/1958 begleitete sie erstmals die Kosmos IV, zu deren Fangflotte sie dann ab der Saison 1959/1960 gehörte, nachdem sie 1958/1959 nochmals die Kosmos III begleitet hatte.

## Endschicksal
Die letzte Fangsaison der Arne Skontorp war 1964/1965. Dann wurde das Schiff aufgelegt und nahm nicht mehr an den drei letzten Reisen der Kosmos IV teil. Das ehemals deutsche Schiff war in der Saison 1967/1968 das letzte Fabrikschiff unter norwegischer Flagge, das im Südpolarmeer eingesetzt wurde.
Im Oktober 1966 wurde die Arne Skontorp wie ihre Schwesterschiffe Arnfinn Bergan, Milliam Khil, Leif Welding und Asbjørn Larsen nach Grimstad zum Abbruch verkauft. Seit 1959/1960 waren alle fünf Boote gemeinsam im Einsatz gewesen. Nur die beiden letzteren hatten auch noch an der Fangexpedition 1965/1966 teilgenommen.